# Wappen Abchasiens

Wappen Abchasiens

Das Wappen Abchasiens ist das Wappen der Republik Abchasien. Im Juli 1992 führte der Oberste Sowjet Abchasiens nach der Abspaltung von Georgien das Wappen ein.
Das Wappen ist von weiß und grün gespalten, mit einem goldenen Bord. 
Es ist geteilt durch einen goldenen Reiter mit Blickrichtung nach heraldisch rechts, einen Pfeil nach oben abschießend.
Ein achtzackiger, blumenähnlicher Stern ist im Fuß sowie etwas kleiner jeweils im rechten und linken Obereck. 
Der Reiter symbolisiert den abchasischen Prometheus Abriskil und sein Pferd Arasch.